# 半谷君枝
半谷君枝，或譯作半谷君江（日語：半谷 きみえ，1月20日—），日本女性前配音員。現在已經從經紀公司青二Production離所的同時從配音業界退休。
為人熟悉的代表作品是動畫《魔神英雄傳》系列的由美、遊戲《夢幻戰士》系列的占卜師玲。

## 演出

### 電視動畫
1987年
- 格林兄弟名作劇場（日语：グリム名作劇場）（公主大人）
- 鬼太郎 (第3作)（女學生A、女客人）

1988年
- 奇天烈大百科（野野花美代子的媽媽〈初代〉、男孩子A 等）
- 魁!! 男塾（女學生）
- 變形金剛：超神 Master Force（女孩子A）
- 妳好！淑女小琳（日语：レディ!!#ハロー！レディリン）（絲吉）
- 魔神英雄傳（由美）

1989年
- 新仙魔大戰（聖）

1990年
- 魔神英雄傳2（提拉米斯、馬達雷絲、由美）

1991年
- 校園七大不可思議神秘事件（日语：ハイスクールミステリー学園七不思議）（畑中麻里子）

### 電影動畫
1987年
- 勝利投手（リリーフガール）
- 聖鬥士星矢：邪神艾莉絲（小孩B）

1993年
- 三国志 第二部 燃燒的長江！（小孩唱歌的歌聲）

### OVA
1988年
- 銀河英雄傳說
- 遠山櫻宇宙帖 那傢伙的名字叫哥魯德（日语：遠山桜宇宙帖 奴の名はゴールド）（船內廣播）

1989年
- 紅牙 Blue Sonnet（日语：紅い牙）（護理人員）

1990年
- 羅德斯島戰記（宮廷婦人B）

### 遊戲
1989年
- RED ALERT（日语：レッド・アラート）（凱伊）

1990年
- 超級高爾夫
- 夢幻戰士III（占卜師玲）

1993年
- 夢幻戰士·視覺集（占卜師玲）

### 廣播劇CD
1989年
- 魔獸戰士露娜·華爾格（日语：魔獣戦士ルナ・ヴァルガー）（雷比亞·羅納）

1992年
- （加藤舞子）